# Ferrère
Ferrère település Franciaországban, Hautes-Pyrénées megyében. Lakosainak száma 38 fő (2022. január 1.). Ferrère Sacoué, Bourg-d’Oueil, Cirès, Ardengost, Bareilles, Esbareich, Jézeau, Nistos, Ourde, Sarrancolin és Sost községekkel határos.

## Népesség
A település népességének változása:
| Lakosok száma | 53   | 44   | 45   | 42   | 41   | 40   | 39   | 39   | 38   |
|               | 2013 | 2015 | 2016 | 2017 | 2018 | 2019 | 2020 | 2021 | 2022 |